# Better Together over Ethernet
Ne doit pas être confondu avec B to E.
Better Together over Ethernet (ou BToE) permet de contrôler le poste de téléphonie IP à travers le client de communication unifiée installé sur la station de travail.

## Description
Avec le BToE, il est possible de piloter son terminal de téléphonie IP par le biais de son client de communication unifiée pour notamment démarrer, répondre ou terminer un appel et rejoindre ou gérer une conférence.

## Histoire
Les premières mentions de cette technologie apparaissent en mai 2013. Il existe alors plusieurs appellations, en fonction des fabricants : Enhanced Better Together over Ethernet de Snom Technology AG (en)  et Better Together over Ethernet de Polycom.

## Mise en œuvre
Il faut d'abord s'assurer que la couche logicielle est déployée sur le terminal et le poste de travail. Ensuite on réalise l'appairage qui permettra au client de communication unifiée de communiquer avec le terminal.

### Préparation logicielle
Afin d'assurer la communication entre le terminal et le poste de travail, il est nécessaire de les mettre a jour afin qu'ils supportent le BToE (ou d'avoir des terminaux compatibles). Sur le terminal, cela passe par une mise à jour du micrologiciel ; sur le PC, il faut installer une application sur le poste de travail.

### Appairage
Le terminal et le client de communication unifié doivent négocier un code d'appairage.